# Bűvöletben
A Bűvöletben (eredeti cím: When the Party's Over) Matthew Irmas 1992-ben bemutatott filmje. A magyar televízió ezen a címen vetítette abban az időben. (Más források "Amikor a partinak vége" címmel illetik, ami feltehetőleg valakinek a szó szerinti fordításából ered.) A főbb szerepekben Rae Dawn Chong-ot és Sandra Bullock-ot láthatjuk.

## Cselekmény
M.J. együtt él a barátnőivel Amandával és Frankievel egy Beverly Hills-i házban. Frankie szociális gondozó, Amanda festő. M.J. az a fajta lány, akinek csak a pénz számít. Miközben megpróbálja fenntartani karrierjét, a magánélete zűrzavarrá válik.

## Szereplők
| Szereplő      | Színész            | Magyar hang      |
| ------------- | ------------------ | ---------------- |
| M.J.          | Rae Dawn Chong     | Tátrai Zita      |
| Amanda        | Sandra Bullock     | Balázs Ágnes     |
| Taylor        | Brian McNamara     | Kálid Artúr      |
| Frankie       | Elizabeth Berridge | Riha Zsófi       |
| Banks         | Kris Kamm          | Selmeczi Roland  |
| Mario         | Raymond Cruz       | N/A              |
| Arthur        | Robert Nadder      | N/A              |
| Henry         | Paul Johansson     | Galambos Péter   |
| Willie        | Michael Landes     | Seszták Szabolcs |
| Mr. Solomon   | Max Kamins         | N/A              |
| Stuart        | Norm Skaggs        | Holl Nándor      |
| Graham        | John Goddard       | N/A              |
| Bennet Condon | Webster Williams   | N/A              |
| Alexander     | Fisher Stevens     | N/A              |